# Psiloderces septentrionalis
Psiloderces septentrionalis är en spindelart som beskrevs av Christa L. Deeleman-Reinhold 1995. Psiloderces septentrionalis ingår i släktet Psiloderces och familjen Ochyroceratidae.
Artens utbredningsområde är Thailand. Inga underarter finns listade i Catalogue of Life.